# دييغو فالنسيا
دييغو فالنسيا (بالإسبانية: Diego Valencia) هو لاعب كرة قدم تشيلي في مركز الهجوم، ولد في 14 يناير 2000 في لا سيرينا في تشيلي. لعب مع نادي أونيفرسيداد كاتوليكا.

## وصلات خارجية
- دييغو فالنسيا على موقع قاعدة بيانات كرة القدم.إي يو (الإنجليزية)
- دييغو فالنسيا على موقع ناشيونال فوتبول تيمز (الإنجليزية)
- دييغو فالنسيا على موقع Soccerway.com (الإنجليزية)
- دييغو فالنسيا على موقع عالم كرة القدم.نت (الإنجليزية)